# Wilhelm Wagner (SS-Mitglied)

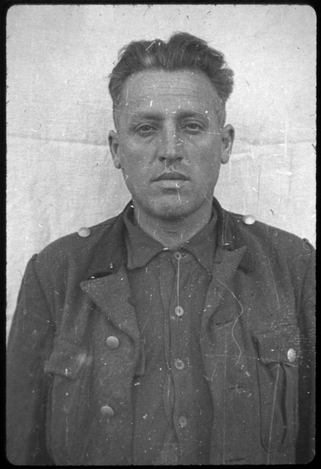
Wilhelm Wagner in amerikanischer Internierung. Aufnahme von 1945.

Wilhelm Wagner (* 28. November 1904 in Augsburg; † 29. Mai 1946 in Landsberg am Lech) war ein deutscher SS-Hauptscharführer und als Kommandoführer in den Konzentrationslagern Mauthausen und Dachau (sowohl im Stammlager als auch in mehreren Außenlagern) eingesetzt.

## Biografie
Wilhelm Wagner war ein Sohn des Eisenbahnschaffners Otto Wagner und seiner Frau Agathe, geb. Schwab. Er machte eine Schlosserlehre und trat zum 1. März 1933 der NSDAP bei (Mitgliedsnummer 1.503.623). Ab dem 18. September 1933 war Wagner durchgehend Angehöriger der Lagermannschaft des KZ Dachau, bis er am 4. August 1938 in das KZ Mauthausen versetzt wurde, wo er bis zum 30. November 1939 verblieb. Von Januar 1940 bis zum Spätsommer 1943 war Wagner in der Häftlingswäscherei im KZ Dachau eingesetzt, wo er ab Anfang Januar 1942 als Leiter fungierte. In der Häftlingswäscherei waren 60 bis 80 Häftlinge zur Reinigung der Häftlingsbekleidung und der Bekleidung der Wachmannschaften eingesetzt. Von Oktober 1943 bis zum April 1944 leitete Wagner ein Arbeitskommando im Dachauer KZ-Außenlager Germering, welches er zunächst täglich vom KZ Dachau zum Arbeitseinsatz im Außenlager Germering hin und zurück brachte; ab Januar 1944 wurde dieses Arbeitskommando dauerhaft nach Germering verlegt. Von April bis August 1944 war er im KZ-Außenlager München-Allach als Kommandoführer eingesetzt und fungierte danach bis November 1944 als Lagerführer im KZ-Außenlager Riederloh II. Vom 24. November 1944 bis Ende April 1945 leitete er das KZ-Außenlager Landsberg auf dem Fliegerhorst Penzing.

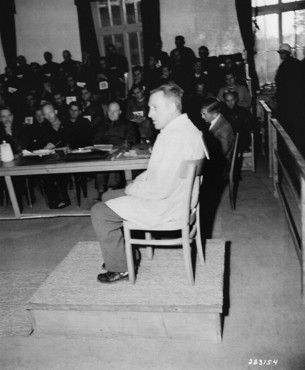
Wilhelm Wagner während seiner Aussage im Dachau-Hauptprozess am 30. November 1945

Nach Kriegsende wurde Wagner verhaftet und am 15. November 1945 im Dachau-Hauptprozess, der im Rahmen der Dachauer Prozesse stattfand, wegen Kriegsverbrechen vor einem amerikanischen Militärgericht angeklagt. Am 13. Dezember 1945 wurde Wagner mit 35 weiteren Mitangeklagten zum Tod durch den Strang verurteilt. Als Exzesstaten wurden beim Urteilsspruch eine Vielzahl schwerer Misshandlungen von Häftlingen durch Wagner berücksichtigt. Unter anderem trat er Häftlinge und schlug sie mit einem Stück Holz; mindestens ein Häftling starb an den Folgen der Misshandlungen. Zudem nahm Wagner im Außenlager Allach auf Befehl von Lagerführer Josef Jarolin an der Hinrichtung von zwei Häftlingen teil. 
In einem von ihm eingebrachten Gnadengesuch vom 21. Dezember 1945 bat Wagner um die Umwandlung seiner Todesstrafe in eine Freiheitsstrafe. In dem Gnadengesuch führte er aus:

„Es trifft zu, daß ich dort während meiner Tätigkeit wiederholt Häftlinge geschlagen habe, jedoch nur dann, wenn sie sich irgendeines Vergehens schuldig gemacht hatten. Ich habe niemals Meldung gemacht, um sie einer Bestrafung zuzuführen und ich weiß, daß sie viel härtere Strafen als meine Ohrfeigen erhalten hätten. Dadurch habe ich das Leben vieler Häftlinge gerettet.“

Er bot zudem an, sich dem ebenfalls zum Tode verurteilten KZ-Arzt Claus Schilling für dessen Malariaversuche zur Verfügung zu stellen. Diesem, von seiner inzwischen von ihm geschiedenen Ehefrau und seiner Mutter unterstützten Gnadengesuch wurde jedoch nicht stattgegeben. Das Urteil wurde am 29. Mai 1946 im Kriegsverbrechergefängnis Landsberg vollstreckt.